# Окситрифторид ванадия(V)
Окситрифторид ванадия(V) — неорганическое соединение, оксосоль металла ванадия и плавиковой кислоты с формулой VOF3, жёлтые кристаллы, растворяется в воде.

## Получение
- Нагревание фторида ванадия(III) в атмосфере кислорода:

{\displaystyle {\mathsf {2VF_{3}+O_{2}\ {\xrightarrow {T}}\ 2VOF_{3}}}}
- Действие фтористого водорода на оксид-трихлорид ванадия:

{\displaystyle {\mathsf {VOCl_{3}+3HF\ {\xrightarrow {T}}\ VOF_{3}+HCl}}}
- Фторирование оксида ванадия(V):

{\displaystyle {\mathsf {2V_{2}O_{5}+6F_{2}\ {\xrightarrow {T}}\ 4VOF_{3}+3O_{2}}}}

## Физические свойства
Окситрифторид ванадия(V) образует жёлтые кристаллы.
Растворяется в воде и органических растворителях.
Разрушающе действует на стекло.

## Химические свойства
- С фторидами щелочных металлов образует комплексные соли:

{\displaystyle {\mathsf {VOF_{3}+KF\ {\xrightarrow {}}\ K[VOF_{4}]}}}
{\displaystyle {\mathsf {VOF_{3}+2NaF\ {\xrightarrow {}}\ Na_{2}[VOF_{5}]}}}